# Turnovszky Tamás
Turnovszky Tamás (Székesfehérvár, 1954. augusztus 12. –) tanár, előadóművész.
Egy székesfehérvári iskolában tanított testnevelést és informatikát. Ismertségét a Voga–Turnovszky-duónak köszönheti, ahol Voga Jánossal saját szerzeményeik mellett igen népszerűek lettek az 1980-as években popparódiáik miatt. A duó indulásakor a budapesti Egressy úti Horváth Imre (később Herman Ottó) Általános Iskolában tanított ének-történelem szakon, diákjai nagy örömére akik nagyon kedvelték. A duóból végül kilépett. 
A csömöri Mátyás Király Általános Iskolában ének- és történelem szakos tanár volt, illetve igazgató is 1994–2005-ig. 2017-ben „Az év pedagógusa” elismerésben részesült az iskola tanáraként, 2018-ban ebből az intézményből vonult nyugdíjba. 